# R33 (België)
De R33 is de ringweg die de stad Poperinge bijna helemaal omsluit. Sinds de afwerking van de Noordlaan in 2014 ontbreekt enkel het gedeelte tussen de N308 richting Proven en de weg richting Krombeke.

## Straatnamen
- Westlaan is het gedeelte van de N308 richting Proven tot de N38 richting Steenvoorde.
- Zuidlaan is het gedeelte van de N38 richting Steenvoorde tot even voorbij de N304 richting Reningelst en Kemmel. Overigens is dit gedeelte van de R33 ook de N38.
- Europalaan is het gedeelte tot aan de rotonde met de N308 naar Vlamertinge. Ook de Europalaan loopt grotendeels op hetzelfde traject als de N38. De Europalaan loopt door het industriegebied van Poperinge.
- Oostlaan is het gedeelte van de N308 richting Vlamertinge tot de N321 richting Westvleteren, dat in april 1975 werd opengesteld.
- Noordlaan is het gedeelte van de N321 richting Westvleteren tot aan de weg richting Krombeke, dat in april 2014 werd opengesteld.[1]